# カルロス・マリア・エレーラ
カルロス・マリア・エレーラ（Carlos María Herrera、1875年12月18日 - 1914年3月28日）はウルグアイの画家。

## 略歴
ウルグアイの首都、モンテビデオで生まれた。モンテビデオでイタリア出身の画家 Pedro Queirolに学んだ後、1895年にアルゼンチンのブエノスアイレスに移り、ブエノスアイレスの美術振興協会(Sociedad Estímulo de Bellas Artes)の学校でエドゥアルド・シボリ(Eduardo Sívori: 1847-1918) に学んだ。
1898年にウルグアイ政府の奨学金を得てローマに留学し、スペイン出身の画家、サルバドール・サンチェス・バルブード(Salvador Sánchez Barbudo: 1857-1917)やマリアーノ・バルバサン(Mariano Barbasán: 1864–1924)に学んだ。1902年にもヨーロッパに留学し、マドリードでホアキン・ソローリャの元で3年間修業した後、1905年にモンテビデオのカプロ地区にスタジオを開いた
。
モンテビデオの美術振興協会(Círculo Fomento de Bellas Artes)の創立者の一人で、美術振興協会の会長、教師となり、ギジェルモ・ラボルデ(1886-1940)らの多くの画家を教えた。肖像画を得意とし、モンテビデオの有力者の肖像画を描いた。
エレーラの作品はウルグアイ国立美術館やモンテビデオの国立歴史博物館(Museo Histórico Nacional (Uruguay))、サルトの美術館、アルゼンチン国立美術館などに収蔵されている。

## 作品

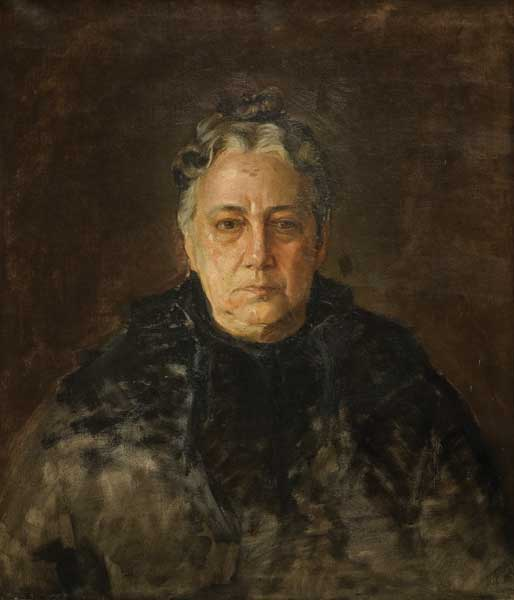
母親の肖像画
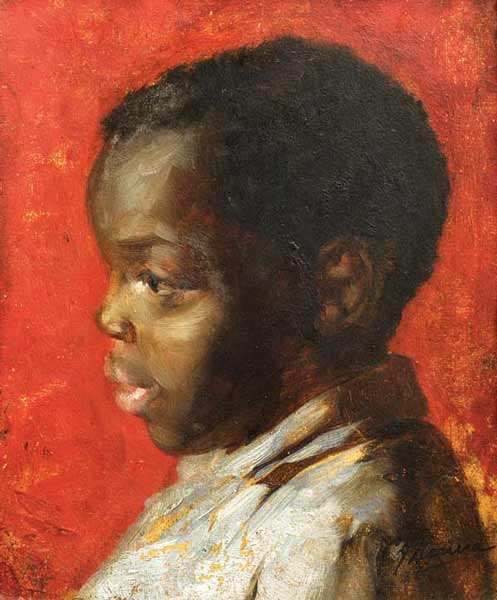
"Niño(男の子)"
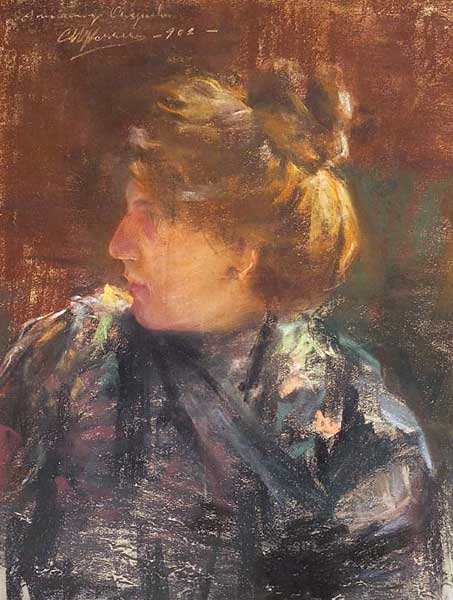
横顔の女性 (1902),パステル画
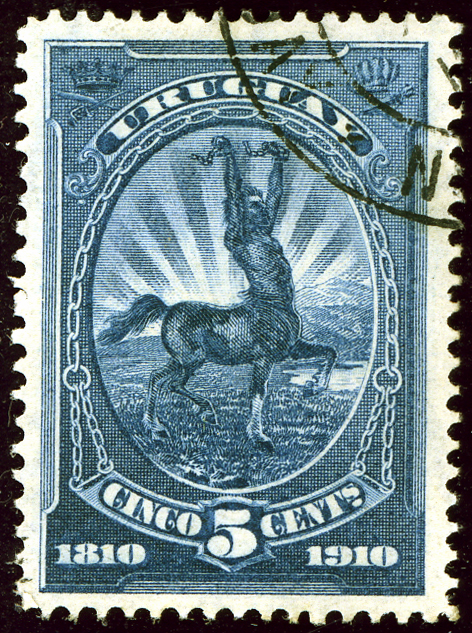
エレーラのデザインした切手 (1910)

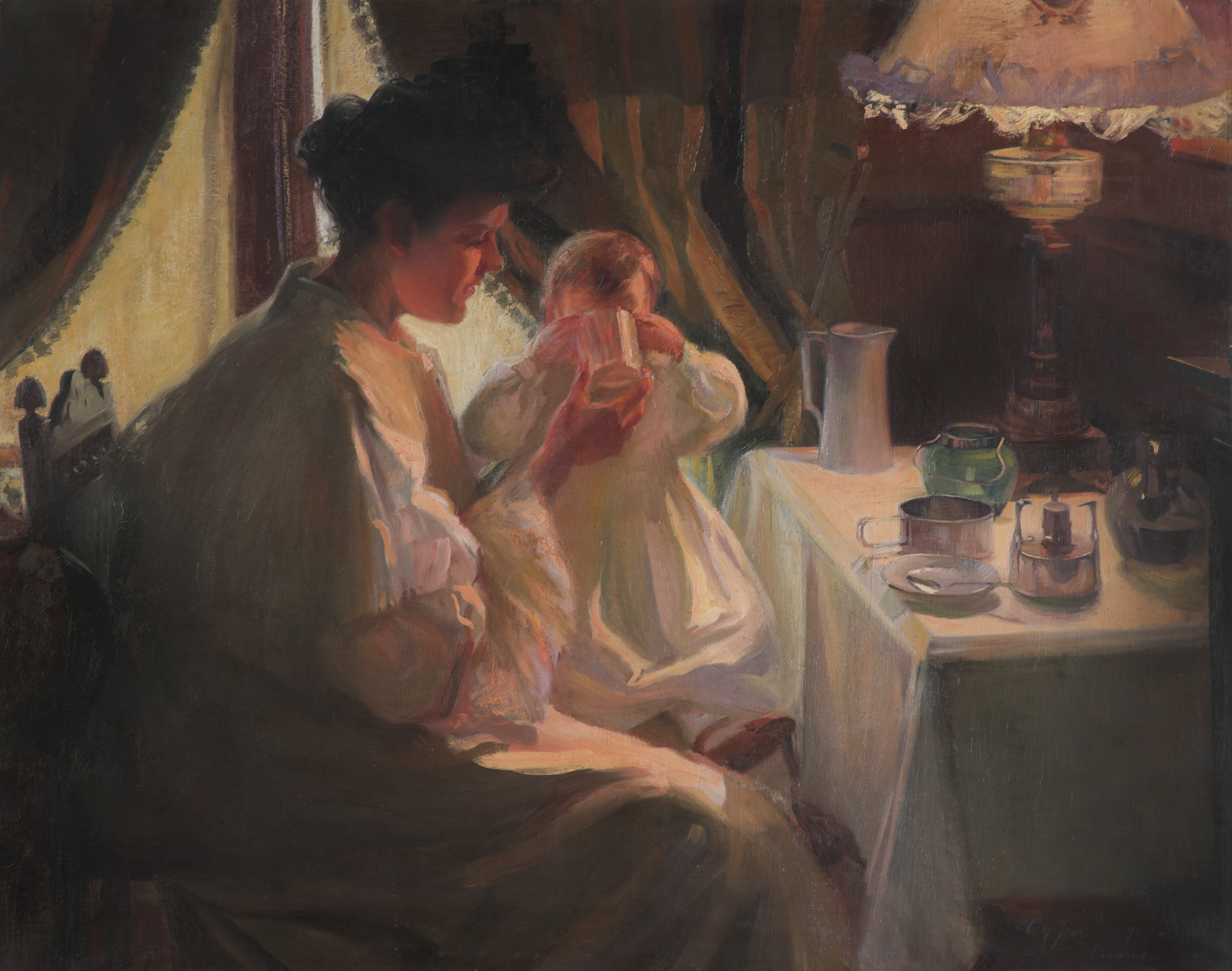
「母親(Maternidad)」(1905) ウルグアイ国立美術館 蔵
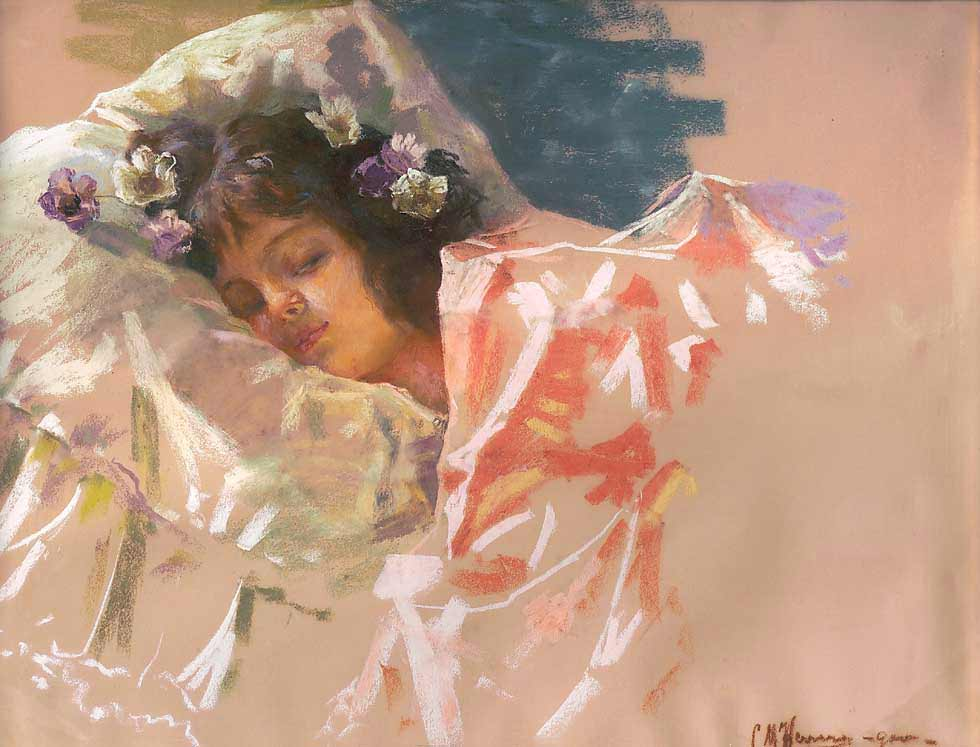
"Descansando" (1900)、パステル画
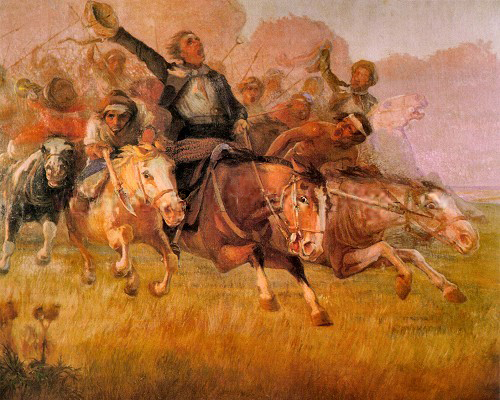
歴史画、バンダ・オリエンタルの革命の始まり